# Episodi di Devil May Cry (serie animata 2025)
La prima stagione della serie animata Devil May Cry, composta da 8 episodi, è stata interamente pubblicata sul servizio di streaming on demand Netflix il 3 aprile 2025.
| nº | Titolo originale          | Titolo italiano             | Pubblicazione |
| -- | ------------------------- | --------------------------- | ------------- |
| 1  | Inferno                   | Inferno                     | 3 aprile 2025 |
| 2  | Our Lady of Sorrows       | Maria Addolorata            | 3 aprile 2025 |
| 3  | The Deep and Savage Way   | La via profonda e selvaggia | 3 aprile 2025 |
| 4  | All Hope Abandon          | Lasciate ogni speranza      | 3 aprile 2025 |
| 5  | Descent                   | La discesa                  | 3 aprile 2025 |
| 6  | The First Circle          | Il primo cerchio            | 3 aprile 2025 |
| 7  | At the Gates of Paradise  | Alle porte del paradiso     | 3 aprile 2025 |
| 8  | A River of Blood and Fire | Un fiume di sangue e fuoco  | 3 aprile 2025 |

## Inferno
- Titolo originale: Inferno
- Diretto da: Kim Sun-min
- Scritto da: Adi Shankar, Alex Larsen

### Trama
Il Bianconiglio, un terrorista demoniaco, orchestra un'irruzione nel museo del Vaticano per rubare la Force Edge, una spada un tempo appartenuta al leggendario demone Sparda, che si è ribellato ai suoi simili per schierarsi con l'umanità e creare una barriera magica tra l'Inferno e la Terra. Il Coniglio uccide i suoi soldati e fa saltare in aria l'edificio, annunciando che deve trovare un cacciatore di demoni come parte del suo piano per distruggere la barriera e inaugurare l'apocalisse. In seguito all'attacco, il governo degli Stati Uniti incontra il Dr. Fisher, uno scienziato di DARKCOM, un'azienda di sicurezza interdimensionale finanziata dal vicepresidente Baines, per elaborare una strategia di risposta, sanno infatti dell'esistenza dei demoni e che alcuni minori entrano nel mondo umano grazie a crepe dimensionali. Interrogando il broker di informazioni Enzo Ferino, Baines e Fisher deducono che il Bianconiglio non può distruggere la barriera senza l'amuleto magico di Sparda, che ha diviso in due metà per renderlo più difficile da trovare. Enzo dice loro che il Coniglio sta cercando un cacciatore di nome Dante e capiscono che deve avere il pezzo mancante. Nel frattempo, Dante affronta Plasma, un demone mutaforma che, nonostante abbia assunto le sembianze di un bambino e del defunto fratello gemello di Dante, Vergil, non riesce a rubare la sua metà dell'amuleto.

## Maria Addolorata
- Titolo originale: Our Lady of Sorrows
- Diretto da: Han Seung-woo
- Scritto da: Adi Shankar, Alex Larsen

### Trama
Baines ingaggia dei mercenari per rintracciare Dante e procurarsi l'amuleto, sotto la supervisione di una squadra d'élite di agenti DARKCOM, guidata da Mary Ann Arkham, che riconosce che uno dei mercenari è un demone e lo uccide prontamente, grazie a uno speciale proiettile anti-demoni. Anche Anders, l'unico sopravvissuto all'attacco del Bianconiglio, si unisce alla squadra. Baines costringe Enzo a stanare Dante, ma il ragazzo lo intuisce e si rifiuta di consegnargli l'amuleto, datogli da sua madre, in quanto il giorno che lei regalò due amuleti uno a lui e l'altro a Vergil, le promise che l'avrebbe sempre custodito, oltre a essere un caro ricordo. Sconfigge senza sforzo diverse ondate di mercenari e poi affronta Arkham (che soprannomina "Lady") in combattimento. Durante il loro combattimento, Lady ipotizza che Dante sia un ibrido umano-demone, dopo aver visto che è molto più forte e veloce di una persona normale, oltre al fatto che una ferita che ha subito al petto si è rigenerata in poco tempo e i proiettili anti-demoni funzionano temporaneamente su di lui (dato che sono innocui sugli umani) e sebbene la ignori, lo deride per non essere a conoscenza della sua vera natura o dello scopo del suo amuleto e usa una tecnologia avanzata per sottometterlo. La DARKCOM si prepara quindi a trasportare Dante al loro quartier generale per interrogarlo.

## La via profonda e selvaggia
- Titolo originale: The Deep and Savage Way
- Diretto da: Park So-young
- Scritto da: Adi Shankar, Alex Larsen

### Trama
In un flashback, Mary e i suoi genitori sopravvivono per un pelo all’attacco di un demone. Il padre di Mary, John, diventa un paria quando cerca di allertare le autorità, che credono sia impazzito e si isola iniziando misteriosi esperimenti. Nel presente, il dottor Fisher esegue dei test sull'amuleto di Dante. Baines parla con Dante e gli dice che deve dimostrare il suo valore lavorando per il governo per essere purificato dal suo sangue demoniaco da Dio, sebbene Dante sostenga che il suo fattore di guarigione avanzato e i suoi riflessi innaturalmente acuti siano dovuti a una mutazione da supereroe. Aiutato da una banda di demoni maggiori, il Bianconiglio tende un'imboscata al convoglio e ruba la metà dell'amuleto, rivelando di avere già la metà di Vergil e le unisce, ma non mette in atto il suo piano, facendo capire a Fisher che gli manca ancora qualcos'altro. Il Bianconiglio uccide quindi lo scienziato, ferisce Anders (che si rivela un suo complice, avendolo ricattato) e prende Enzo in ostaggio. Dante (liberato da un pentito Anders) lo insegue su una moto, portando a un rocambolesco inseguimento e scontri coi vari demoni, ma viene quasi ucciso quando una bomba DARKCOM impiantata precedentemente da Mary nel suo collo esplode. Il Bianconiglio si riferisce quindi a Dante come al figlio di Sparda, prima che perda i sensi. Il demone Plasma assume la forma di un agente DARKCOM, mentre questi iniziano a cercare l'amuleto grazie a un trasmettitore nascosto in esso.

## Lasciate ogni speranza
- Titolo originale: All Hope Abandon
- Diretto da: Han Seung-woo
- Scritto da: Adi Shankar, Alex Larsen

### Trama
Il segnale dell'amuleto conduce DARKCOM a un edificio residenziale in rovina, che si rivela una trappola dove, ad eccezione di Mary, la squadra viene uccisa dai demoni Echidna e Cavaliere Angelo. Sull'Air Force Two, Dante riprende i sensi e scopre che Enzo, Baines, il suo staff e l'equipaggio sono stati presi in ostaggio dai demoni Agni e Ruda. Inoltre, l'aereo è in volo e minacciano di farlo esplodere con delle bombe a bordo e vogliono che Dante risvegli il suo Devil Trigger. Dante non sa cosa sia cosi i demoni iniziano a uccidere i passeggeri, ma quando il cacciatore vede in pericolo una hostess che gli ricorda sua madre, Dante ripensa al suo passato con la madre e il fratello e anche la notte in cui la madre lo nascose per proteggerlo dagli inviati di Mundus, il re dei demoni, prima che fecero irruzione in casa e la uccidano. Dante si libera e trasforma un braccio e dopo una lotta, uccide Agni e recupera le sue armi. Mary nell'edificio viene nascosta da una famiglia di demoni minori e scopre che in realtà vengono da un mondo inospitale e inabitabile, dove l'aria è tossica e vige la legge del più forte: i demoni maggiori e i più violenti cacciano i minori e deboli, che vogliono vivere pacificamente. Rivelano inoltre che fu il Bianconiglio a condurli sulla Terra con un dispositivo. Ruda, per vendicare il fratello, fa esplodere le bombe.

## La discesa
- Titolo originale: Descent
- Diretto da: Park So-young
- Scritto da: Adi Shankar, Alex Larsen

### Trama
Ruda, usando i suoi poteri legati al vento, si salva. Dante riesce a salvare i passeggeri lanciando loro dei paracadute durante la caduta, poi attivando il Devil Trigger e diventando temporaneamente un demone rosso alato, salva il resto delle persone portandole a terra. Mary, vagando per l'edificio, trova un laboratorio dove il Bianconiglio faceva esperimenti sui demoni, iniziando a dubitare della vera identità del terrorista. Si riunisce con uno dei suoi colleghi, ignara del fatto che Plasma ha assunto la sua identità. Quando lui si riferisce all'Inferno con il suo nome demoniaco "Makai", lei si rende conto che è un impostore, ma Plasma prende rapidamente il sopravvento. I due poi arrivano a un accordo, quando la donna capisce che il demone vuole infiltrarsi nella DARKCOM, ma ha bisogno di qualcuno ai piani alti, i due vengono interrotti da Echidna che la donna riesce a uccidere. Intanto, Dante e Ruda riprendono a combattere finendo in un edificio vicino a quello dove la DARKCOM avvisata da Mary è arrivata e su sua richiesta di non uccidere i demoni minori, la donna raggiunge Dante e uccide Ruda sparandogli. Baines contatta gli agenti DARKCOM e ordina l'eliminazione dei demoni, Plasma che assiste alla strage da alcune telecamere nel palazzo, lo fa saltare attivando diverse bombe nascoste e morendo a sua volta coi soldati. Dante e Mary assistono da lontano e ricevono una chiamata dal Bianconiglio da un dispositivo addosso a Ruda, che ordina a Dante di recarsi in un luogo specifico altrimenti scatenerà i suoi demoni.

## Il primo cerchio
- Titolo originale: The First Circle
- Diretto da: Hong Jee-young
- Scritto da: Adi Shankar, Alex Larsen

### Trama
In una serie di flashback, la giovane Mary si allontana sempre di più dai suoi genitori, mentre suo padre diventa ossessionato dalla sua ricerca per dimostrare l'esistenza dei demoni. Trascorre del tempo lontano da casa, solo per tornare e vedere suo padre trasformarsi in un demone e uccidere sua madre. Mary si difende e suo padre nella colluttazione prende fuoco, morendo bruciato mentre la loro casa va in fiamme. Altrove, un ragazzo orfano viene trasferito in una casa famiglia, ma viene regolarmente vittima di bullismo e trascurato. Mentre legge la sua copia di Alice nel Paese delle Meraviglie, scopre un portale e vi si dirige, credendo che sia il Paese delle Meraviglie. Il ragazzo arriva all'Inferno e fa subito amicizia con un gruppo di demoni di classe inferiore che vivono nella paura. Dopo aver trovato un cristallo luminoso, inizia a sperimentarlo, ma uno dei suoi amici si ammala a causa delle cattive condizioni ambientali e muore. Molti anni dopo, Mary è entrata nella DARKCOM, scalando in poco tempo i ranghi e il ragazzo usa il cristallo per creare un dispositivo grazie alla tecnologia umana arrivata tramite i piccoli varchi, per iniziare a trasportare i rifugiati demoniaci sulla Terra. Mary e la sua squadra scoprono presto l'operazione, distruggono il portale e uccidono molti dei rifugiati. Dopo essere sopravvissuto, il ragazzo progetta di smantellare la DARKCOM prima di cucirsi sul viso una maschera del Bianconiglio e creare uno strano macchinario.

## Alle porte del paradiso
- Titolo originale: At the Gates of Paradise
- Diretto da: Han Seung-woo
- Scritto da: Adi Shankar, Alex Larsen

### Trama
Il Coniglio entrato all'Inferno, si incontra con un demone che gli dona una fiala di sangue, notando che il terrorista ha ottenuto quello che voleva e ora gli manca anche il sangue del risvegliato Dante per rompere la barriera. Nel presente, anche Mary capisce il piano del Coniglio e vieta al cacciatore di raggiungere il luogo dell'appuntamento dopo averlo rinchiuso e immobilizzato. La donna raggiunge il luogo dello scambio minacciando di incenerire Dante nel blindato DARKCOM se il Coniglio non le darà l'amuleto, ma la trattativa fallisce. Dante arriva in tempo, Bianconiglio gli mostra l'Inferno dal portale aperto col suo dispositivo e cerca di convincerlo a unirsi a lui, ma Dante ripensa alle parole della madre su Sparda e rifiuta. Nello scontro, Dante finisce tra un mondo e l'altro uccidendo i vari nemici e infine Cavaliere Angelo chiudendo il portale che lo decapita, il Coniglio rivela il suo vero volto a Mary, sorpresa che sia sopravvissuto, rivelando che il dispositivo che si è impiantato sul petto, pompa sangue di demone nel suo corpo. Dante lo uccide apparentemente facendolo precipitare in mare e recupera il suo amuleto sorpreso che ci sia la metà del fratello. I due vengono raggiunti dalla DARKCOM.

## Un fiume di sangue e fuoco
- Titolo originale: A River of Blood and Fire
- Diretto da: Park So-young
- Scritto da: Adi Shankar, Alex Larsen

### Trama
Il Coniglio sopravvissuto uccide un demone e ne assorbe il sangue diventando più grande e forzuto e fonde la Force Edge sulla sua mano. Dante e Mary sono raggiunti da Enzo, Baines e la DARKCOM, questi ritenendo che il sangue di Dante è pericoloso vogliono prenderlo in custodia, ma arriva il Coniglio che uccide facilmente i soldati, mentre Baines fugge con gli altri. Lo scontro mette i due cacciatori in difficoltà, ma capiscono che il punto debole del bestione è nel suo dispositivo sul petto, Enzo si sacrifica e muore per proteggere Dante. Durante lo scontro, il Coniglio recupera l'amuleto e lo combina con la Force Edge e ci versa il sangue della fiala, rivelando che è di Vergil. Dante è sconvolto dalla rivelazione, venendo trafitto dalla spada, ottenendo così anche il suo sangue e con la lama apre il portale per l'Inferno. Mary ne approfitta e col suo ultimo proiettile, distrugge il dispositivo del Coniglio, indebolendo. Dante recupera la Force Edge e attivando il Devil Trigger, lo uccide tagliandolo in due e tolto l'amuleto dall'arma, chiude il portale e fa sparire i demoni fuoriusciti. Finita la battaglia, Dante, avendo capito che Vergil è vivo, decide di cercarlo, ma Mary lo narcotizzata, avendo capito la pericolosità del suo sangue con la spada e l'amuleto. In un flashback, Anders salito sull'elicottero di Baines, rivela che era ricattato dal Coniglio che minacciava la sua famiglia e quest’ultimo nota che Anders ha il dispositivo dei portali, ques’ultimo rivela che il Coniglio gli aveva chiesto di distruggerlo per evitarne l’utilizzo da parte degli umani. Baines, dopo averglielo rubato, fa sparare all'ex soldato dagli agenti e Anders cade in acqua (lasciando ignaro il suo destino) dopo aver detto al vicepresidente che è un pazzo, avendo capito il suo piano. Ora Baines apre diversi portali per far bombardare l’Inferno dai soldati. Dante viene preso in custodia dalla DARKCOM e messo in ibernazione, mentre la spada e l'amuleto vengono nascosti in luoghi separati. Il presidente americano rivela l'esistenza dei demoni e diverso tempo dopo, l'esercito (usando speciali maschere) conquista l'Inferno e ne razzia le risorse sotto il comando di Baines e un uomo misterioso. In un centro di detenzione dove alcuni demoni minori sono tenuti in custodia, il demone che aveva dato a Coniglio il sangue di Vergil, fa irruzione uccidendo tranquillamente le guardie e liberando i prigionieri. Il demone si rivela Vergil, ora al servizio di Mundus, e avverte gli umani che non sanno quanto è grande la minaccia che stanno per affrontare.